# Ramon Borrell I
Ramon Borrell (? 972 - Barcelona, 8 de setembre de 1017) fou comte de Barcelona, Girona i Osona (992 o 993-1017).

## Orígens familiars
Fill gran del comte Borrell II i de la seva primera dona Letgarda de Tolosa.
|  |                                 |  |  |  |  |  |  |  |  |  |  |  |  |  |  |  |
|  | 16. Sunifred I d'Urgell         |  |  |  |  |  |  |  |  |  |  |  |  |  |  |  |
|  |                                 |  |  |  |  |  |  |  |  |  |  |  |  |  |  |  |
|  |                                 |  |  |  |  |  |  |  |  |  |  |  |  |  |  |  |
|  | 8. Guifré I de Barcelona        |  |  |  |  |  |  |  |  |  |  |  |  |  |  |  |
|  |                                 |  |  |  |  |  |  |  |  |  |  |  |  |  |  |  |
|  |                                 |  |  |  |  |  |  |  |  |  |  |  |  |  |  |  |
|  | 17. Ermessenda                  |  |  |  |  |  |  |  |  |  |  |  |  |  |  |  |
|  |                                 |  |  |  |  |  |  |  |  |  |  |  |  |  |  |  |
|  |                                 |  |  |  |  |  |  |  |  |  |  |  |  |  |  |  |
|  | 4. Sunyer I de Barcelona        |  |  |  |  |  |  |  |  |  |  |  |  |  |  |  |
|  |                                 |  |  |  |  |  |  |  |  |  |  |  |  |  |  |  |
|  |                                 |  |  |  |  |  |  |  |  |  |  |  |  |  |  |  |
|  | 9. Gunilda d'Empúries           |  |  |  |  |  |  |  |  |  |  |  |  |  |  |  |
|  |                                 |  |  |  |  |  |  |  |  |  |  |  |  |  |  |  |
|  |                                 |  |  |  |  |  |  |  |  |  |  |  |  |  |  |  |
|  | 2. Borrell II de Barcelona      |  |  |  |  |  |  |  |  |  |  |  |  |  |  |  |
|  |                                 |  |  |  |  |  |  |  |  |  |  |  |  |  |  |  |
|  |                                 |  |  |  |  |  |  |  |  |  |  |  |  |  |  |  |
|  | 20. Odó I de Tolosa             |  |  |  |  |  |  |  |  |  |  |  |  |  |  |  |
|  |                                 |  |  |  |  |  |  |  |  |  |  |  |  |  |  |  |
|  |                                 |  |  |  |  |  |  |  |  |  |  |  |  |  |  |  |
|  | 10. Ermengol de Roergue         |  |  |  |  |  |  |  |  |  |  |  |  |  |  |  |
|  |                                 |  |  |  |  |  |  |  |  |  |  |  |  |  |  |  |
|  |                                 |  |  |  |  |  |  |  |  |  |  |  |  |  |  |  |
|  | 21. Gersinda d'Albi             |  |  |  |  |  |  |  |  |  |  |  |  |  |  |  |
|  |                                 |  |  |  |  |  |  |  |  |  |  |  |  |  |  |  |
|  |                                 |  |  |  |  |  |  |  |  |  |  |  |  |  |  |  |
|  | 5. Riquilda de Tolosa           |  |  |  |  |  |  |  |  |  |  |  |  |  |  |  |
|  |                                 |  |  |  |  |  |  |  |  |  |  |  |  |  |  |  |
|  |                                 |  |  |  |  |  |  |  |  |  |  |  |  |  |  |  |
|  | 11. Adelaida                    |  |  |  |  |  |  |  |  |  |  |  |  |  |  |  |
|  |                                 |  |  |  |  |  |  |  |  |  |  |  |  |  |  |  |
|  |                                 |  |  |  |  |  |  |  |  |  |  |  |  |  |  |  |
|  | 1. Ramon Borrell I de Barcelona |  |  |  |  |  |  |  |  |  |  |  |  |  |  |  |
|  |                                 |  |  |  |  |  |  |  |  |  |  |  |  |  |  |  |
|  |                                 |  |  |  |  |  |  |  |  |  |  |  |  |  |  |  |
|  | 24. Odó I de Tolosa             |  |  |  |  |  |  |  |  |  |  |  |  |  |  |  |
|  |                                 |  |  |  |  |  |  |  |  |  |  |  |  |  |  |  |
|  |                                 |  |  |  |  |  |  |  |  |  |  |  |  |  |  |  |
|  | 12. Ramon II de Tolosa          |  |  |  |  |  |  |  |  |  |  |  |  |  |  |  |
|  |                                 |  |  |  |  |  |  |  |  |  |  |  |  |  |  |  |
|  |                                 |  |  |  |  |  |  |  |  |  |  |  |  |  |  |  |
|  | 25. Gersinda d'Albi             |  |  |  |  |  |  |  |  |  |  |  |  |  |  |  |
|  |                                 |  |  |  |  |  |  |  |  |  |  |  |  |  |  |  |
|  |                                 |  |  |  |  |  |  |  |  |  |  |  |  |  |  |  |
|  | 6. Ramon III de Tolosa          |  |  |  |  |  |  |  |  |  |  |  |  |  |  |  |
|  |                                 |  |  |  |  |  |  |  |  |  |  |  |  |  |  |  |
|  |                                 |  |  |  |  |  |  |  |  |  |  |  |  |  |  |  |
|  | 13. Guinidilda de Barcelona     |  |  |  |  |  |  |  |  |  |  |  |  |  |  |  |
|  |                                 |  |  |  |  |  |  |  |  |  |  |  |  |  |  |  |
|  |                                 |  |  |  |  |  |  |  |  |  |  |  |  |  |  |  |
|  | 3. Letgarda de Tolosa           |  |  |  |  |  |  |  |  |  |  |  |  |  |  |  |
|  |                                 |  |  |  |  |  |  |  |  |  |  |  |  |  |  |  |
|  |                                 |  |  |  |  |  |  |  |  |  |  |  |  |  |  |  |
|  | 14. Gartzia Antso               |  |  |  |  |  |  |  |  |  |  |  |  |  |  |  |
|  |                                 |  |  |  |  |  |  |  |  |  |  |  |  |  |  |  |
|  |                                 |  |  |  |  |  |  |  |  |  |  |  |  |  |  |  |
|  | 7. Garsinda                     |  |  |  |  |  |  |  |  |  |  |  |  |  |  |  |
|  |                                 |  |  |  |  |  |  |  |  |  |  |  |  |  |  |  |
|  |                                 |  |  |  |  |  |  |  |  |  |  |  |  |  |  |  |
|  | 15. Amuna                       |  |  |  |  |  |  |  |  |  |  |  |  |  |  |  |
|  |                                 |  |  |  |  |  |  |  |  |  |  |  |  |  |  |  |
|  |                                 |  |  |  |  |  |  |  |  |  |  |  |  |  |  |  |

## Matrimoni i descendents
El 993 es casà amb Ermessenda de Carcassona, filla de Roger I, comte de Carcassona.
Van tenir un fill: Berenguer Ramon I (v. 1006), i una filla, Estefania Ramon.

## Biografia
Associat al poder pel seu pare el 986, va governar sol a partir de la mort d'aquest, el 992 (o segons molts historiadors el 993). Vora el 991, es casà amb Ermessenda de Carcassona, filla de Roger I, comte de Carcassona. Ermessenda participà amb ell en el govern dels comtats, en la presidència de les assemblees i tribunals i en les campanyes militars a Al-Àndalus. Ramon Borrell va encunyar moneda amb la seva efígie i el seu nom, Raimundus, i també va tenir una gran influència a Roma en arribar el monjo Gebert, gran amic del comte, a ser anomenat papa amb el nom de Silvestre II.

### Les guerres contra el fill d'Almansor
Durant els anys 1000-1002, va ser objecte de diverses ràtzies del cabdill musulmà Almansor. El 1003 va dirigir una expedició contra Làrida que culminà en la batalla d'Albesa. Aquesta campanya fou contestada pels sarraïns amb la Ràtzia de 1003 comandada pel fill d'Almansor Abd-al-Màlik al-Mudhàffar, que va devastar amb un exèrcit musulmà de 17.000 homes les regions occidentals del comtat de Barcelona, la serra del Montseny, les comarques d'Igualada i Manresa a l'Osona, i destruint els castells de Montmagastre, Meià i Castellolí, passant al sud del comtat d'Urgell. El 1006, Abd-al-Màlik al-Mudhàffar realitzà una nova incursió contra la Segarra i la Ribagorça, sent derrotat en la batalla de Torà per la unió de Ramon Borrell, Bernat Tallaferro de Besalú, Guifré II de Cerdanya i Ermengol I d'Urgell. De cara a l'interior, va estimular la repoblació de la part oriental de la Segarra, la Conca de Barberà i el Camp de Tarragona. També va impulsar la construcció de la catedral de Barcelona.

### Campanya contra Qúrtuba del 1010

al-Àndalus l'any 1000. «Espanya» era la terra dels musulmans, tal com es deia en els dominis del comte de Barcelona Ramon Borrell, qui endegà diverses guerres «contra Ispaniam». Per la seva part els musulmans anomenaven «francs» als comtes de l'antiga Gòtia franca. El topònim «Catalunya» i l'antropònim «català» per a referir-se al comte de Barcelona i als seus dominis no es documenten fins al 1114.

A finals del 1008 esclatà la Fitna de l'Àndalus, un llarg període d'inestabilitats i guerres civils al califat de Còrdova que va acabar el 1031 amb l'abolició definitiva del califat i la divisió del territori andalusí en una sèrie de petits regnes, les taifes. En aquest context el comte de Barcelona encapçalà diverses campanyes militars contra al-Àndalus, ja que en aquell temps els comtes de Barcelona entenien al-Àndalus com la terra dels musulmans. D'entre aquestes guerres «contra Ispaniam» les més significatives foren les que es llançaren el 1010 i el 1015, quan Ermessenda de Carcassona acompanyà el seu marit el comte Ramon Borrell i un aparatós seguici format per comtes, vescomtes, magnats i bisbes al capdavant del seu exèrcit: «dominus Raimundus comes et dompna Ermessinda comitissa volunt pergere contra Ispaniam cum comitis, episcopis, vicecomitis et cum omnium exercitum illorum maximis et minimis».
La guerra civil al Califat de Còrdova començà el novembre del 1008 quan el fill del temible Almansor, amb el suport dels amazics, va obligar al califa àrab Hixam al-Muàyyad bi-L·lah a nomenar-lo hereu de la corona. Després d'ésser nomenat hereu sortí en una expedició contra el regne de Lleó, però en la seva absència Muhàmmad al-Mahdí bi-L·lah -"el guiat per Déu"- va organitzar un cop d'estat i va autoproclamar-se nou califa. En tenir-ne notícies, el fill d'Almansor retornà cap a la capital però de camí fou mort el 3 de març del 1009. Això provocà la indignació dels amazics, que liderats per Sulayman al-Mustaín van oposar-se al nou califa i cercaren auxili en el comte Sanç I Garcia de Castella, que feu costat al pretendent amazic a canvi de cessions territorials a la frontera del Duero. Les forces amazigocastellanes van dirigir-se cap a Qúrtuba i finalment venceren en la batalla de Qantish el 5 de novembre del 1009. Els amazics proclamaren califa a Sulayman al-Mustaín mentre els castellans esperaven rebre unes 200 fortaleses a les terres del Duero, però aquestes fortaleses restaven a mans de tropes lleials al califa derrocat i, per tant, les promeses dels amazics no es feren efectives. Després d'un breu saqueig els castellans van retornar al seu comtat. Tot i l'aparent triomf amazic el califa derrocat Muhàmmad al-Mahdí bi-L·lah -"el guiat per Déu"- va aconseguir fugir de la capital i va refugiar-se a Tulàytula, en terres d'Ath-Thaghr al-Àwsat, territori governat per l'andalusí d'origen eslau Muhàmmad ibn Hixam, conegut pel sobrenom de Wàdih. Aquest va cercar reforços i el 1010 va anar a terres dels francs -els musulmans anomenaven Ifranja als comtats de l'antiga Gòtia franca-, on va negociar el suport del comte Ramon Borrell I de Barcelona.
L'exèrcit congregat pel comte de Barcelona Ramon Borrell es reuní a Montmagastre el maig del 1010. El formaven les tropes del comte Ermengol I d'Urgell, del comte Hug I d'Empúries i del comte de Bernat I de Besalú «Tallaferro», que sumaven uns 900 cavallers i 315 peons, acompanyats pels profusos seguicis del bisbe de Barcelona Aeci, del bisbe d'Elna Oliba, del bisbe de Girona Odó, del bisbe d'Urgell Sal·la, i el bisbe de Vic Arnulf. Es posaren en marxa cap a al-Àndalus on se'ls uniren les tropes andalusines a Tulaytula. El conjunt del doble exèrcit i tots els seguicis corresponents sumava uns nou mil homes que ràpidament llançaren l'expedició contra Qúrtuba, vencent a les tropes amazigues en la batalla d'Aqbat al-Bakr el 2 de juny del 1010. La victòria al camp de batalla els obrí les portes de la capital i propicià la fugida del califa amazic Sulayman al-Mustaín a Madīnat al-Zahrā. Un cop ocupada Qúrtuba fou restaurat com a califa Muhàmmad al-Mahdí bi-L·lah -"el guiat per Déu"-, que inicià una repressió sagnant contra els seus enemics, especialment els amazics.

Ramon Borrell va presenciar durant la seva vida l'esfondrament del poder islàmic i el col·lapse del Califat de Còrdova (929-1031) que es fragmentà en diversos emirats, les taifes.

Això va provocar l'aixecament dels amazics que retornaren a la ciutat i començaren a assetjar-la. L'exèrcit dels francs, que havia quedat molt delmat per les pèrdues tingudes en la batalla anterior, sortí a l'encontre però fou derrotat en la batalla del riu Guadiaro (21 de juny), en el transcurs de la qual va morir el comte Ermengol I d'Urgell «El de Còrdova». Davant de la pressió dels assetjants amazics el governador d'origen eslau Muhàmmad ibn Hixam Wàdih va trair al seu aliat i va restaurar al califa àrab Hixam al-Muàyyad bi-L·lah, el que havia estat derrocat el 1008. Però el califa restaurat no disposava de dinars per continuar pagant els mercenaris francs, perquè el preu pactat era de dos dinars diaris per a cada combatent, cent per a cada comte i els bisbes, a més del menjar i la beguda que calguessin. El comte de Barcelona i el d'Empúries s'ho acabaren cobrant desencadenant un brutal saqueig contra Qúrtuba, la capital islàmica, ciutat que acabaren abandonant el 8 de juliol del 1010.
La guerra havia suposat la mort del comte Ermengol I d'Urgell «El de Còrdova», i dels bisbes de Barcelona, de Vic i de Girona, però els que retornaren amb vida ho feren amb gran quantitat de riqueses per la suma dels pagaments més el botí acumulat en el saqueig de Qúrtuba. Per la seva part Muhàmmad al-Mahdí bi-L·lah -"el guiat per Déu"- va acabar assassinat per esclaus amírides el 23 de juliol de 1010 i el govern quedà en mans de Muhàmmad ibn Hixam Wàdih, mentre que el pretendent amazic continuà assetjant la ciutat fins al 1013. Aquesta situació va propiciar que entre el 1010 i el 1012 diversos governadors acabessin per proclamar-se independents donant lloc a les taifes: l'Emirat de Dàniyya, l'Emirat de Tulàytula, l'Emirat de Gharnata… i que el 1015 el comte de Barcelona llancés una nova guerra contra al-Àndalus, a la que ben aviat seguí el pagament regular de paries, tributs que els musulmans pagaven al comte de Barcelona a canvi que aquest no els ataqués. Els pagaments de paries permeteren l'establiment d'una economia de base monetària als dominis del comte de Barcelona i que la frontera pogués ésser fortificada definitivament, però implicaren altrament que no es llancessin més campanyes ofensives contra els andalusins; això impedí als magnats augmentar la seva renda, fet que esdevindria decisiu en les següents dècades.

### Darreres campanyes i mort
En 1012, Ramon Borrell aconseguí incorporar el Penedès al Comtat de Barcelona, duent la frontera a la Conca de Barberà i part del Camp de Tarragona.
Els anys 1015-1016 va realitzar noves expedicions a l'Ebre i al Segre, però Ramon Borrell morí amb tota probabilitat de resultes d'una campanya d'atac dels sarraïns de Saraqusta contra Barcelona el 1017, concretament el 8 de setembre de 1017.

## Títols i successors
A la seva mort, el 1017, va ser succeït pel seu fill Berenguer Ramon I. La seva vídua Ermessenda actuarà com a regent fins a la majoria d'edat de l'infant, el 1023.
| Ramon Borrell I Casal de BarcelonaNaixement: 972 Mort: Barcelona 1017 | |                                                                |
| Títols                                                                | |                                                                |
| Precedit per: Borrell II de Barcelona (pare)                          | Comte de Barcelona (Llista de comtes de Barcelona) Comtat de Barcelona, Comtat de Girona, Comtat d'Osona, Comtat de Manresa (992–1017) amb Ermessenda de Carcassona (muller) (993-1023) | Succeït per: Berenguer Ramon I de Barcelona "el Corbat" (fill) |